# Nimr al-Nimr
Nimr Baqr al-Nimr (em árabe: نمر باقر النمر, Nimr Bāqr an-Nimr, também romanizado Bakir al-Nimr, al-Nimer, al-Nemer, al-Namer, normalmente citado como Xeique Nimr; 1959 – 2 de janeiro de 2016) foi um clérigo xiita de província Oriental da Arábia Saudita. Tinha uma atuação popular entre os jovens e era crítico ao governo saudita. Era um defensor de eleições diretas da Arabia Saudita. Em 2009, criticou as autoridades de seu país e propôs a independência de sua província.

## Prisão
Um mandado de prisão foi emitido contra ele e outras 35 pessoas foram detidas juntas. Durante os protestos de 2011–12 contra o governo saudita, al-Nimr pediu aos manifestantes que não usassem a violência contra os policiais, prevendo que a governo responderia de forma ainda mais dura contra a população. Segundo o jornal inglês The Guardian, descreveu al-Nimr como tendo "tomado a liderança na revolta".

### Execução
Em 15 outubro de 2014, foi sentenciado a morte por uma corte criminal pela acusação de procurar apoio estrangeiro e desobediência civil. Al-Nimr foi executado, provavelmente, dia 2 de janeiro de 2016, com outros 46 prisioneiros. Sua execução foi condenada pelo governo iraniano e pela comunidade xiita do Oriente Médio, e também por personalidades sunitas não sectárias. O governo não devolveu o corpo à família e declarou ter cremado todos os executados.